# Alessio Campagnacci
Alessio Campagnacci (Foligno, 11 settembre 1987) è un calciatore italiano, attaccante della C4 Foligno.

## Caratteristiche tecniche
Attaccante di grande mobilità e rapidità, è ambidestro, e può giocare sia come punta centrale, sia come esterno offensivo di fascia sinistra.

## Carriera
Cresciuto nelle giovanili della Julia Spello, squadra del suo paese natale, nel 2005 è acquistato dal Perugia che negli anni seguenti lo cede in prestito dapprima al Tolentino, in Serie D, poi al Giulianova, in Serie C2, e infine alla Sangiovannese. Il 17 luglio 2009 viene acquistato a titolo definitivo proprio dal club giuliese, con cui disputa la Prima Divisione 2009-2010 totalizzando complessivamente 23 presenze e 8 reti, più altre due realizzate nei play-off.
Nel giugno del 2010 passa in prestito con diritto di riscatto alla Reggina, ed esordisce in Serie B il 22 agosto seguente, in occasione del pareggio casalingo per 0-0 contro il Crotone. Sigla la sua prima rete in maglia amaranto in occasione di Reggina-Vicenza (3-2) giocata il 2 ottobre, mentre l'11 maggio 2011 è protagonista di una doppietta nella vittoriosa trasferta a Bergamo contro l'AlbinoLeffe per 3-1. Termina quindi la sua prima annata in Calabria con 39 presenze (più altre due nei play-off) e 3 gol. Il 23 giugno successivo la società amaranto esercita il diritto di riscatto, rilevandone l'intero cartellino e confermandolo per la stagione 2011-2012. Chiude il campionato anzitempo il 12 maggio 2012 a causa della rottura del legamento crociato posteriore, collezionando 26 presenze e 7 reti. Confermato per il terzo anno nelle file della Reggina, salta tutta la preparazione per via dell'infortunio patito sul finire della stagione precedente; inizia la riabilitazione a fine agosto al centro sportivo Sant'Agata, e fa il suo esordio nel torneo 2012-2013 il 16 novembre, in occasione della gara interna Reggina-Ternana terminata 0-1, entrando al 75'.
Il 28 giugno 2013 firma con il Benevento, in Prima Divisione. Rimane in Campania per il successivo triennio, raggiungendo nella stagione 2015-2016 una storica promozione in Serie B (categoria che vedeva i sanniti assenti da ben ottantasette anni). Il 27 gennaio 2017, dopo aver collezionato 1 sola presenza nella prima parte di stagione in giallorosso, scende il Lega Pro passando alla Siena. Confermato dai bianconeri per la stagione seguente, trova il suo primo gol senese il 22 ottobre 2017 nella vittoriosa trasferta di Viterbo (3-1).

## Statistiche

### Presenze e reti nei club
Statistiche aggiornate al 23 maggio 2018.
| Stagione           | Squadra            | Campionato         | Campionato | Campionato | Coppe nazionali | Coppe nazionali | Coppe nazionali | Coppe continentali | Coppe continentali | Coppe continentali | Altre coppe | Altre coppe | Altre coppe | Totale | Totale |
| Stagione           | Squadra            | Comp               | Pres       | Reti       | Comp            | Pres            | Reti            | Comp               | Pres               | Reti               | Comp        | Pres        | Reti        | Pres   | Reti   |
| ------------------ | ------------------ | ------------------ | ---------- | ---------- | --------------- | --------------- | --------------- | ------------------ | ------------------ | ------------------ | ----------- | ----------- | ----------- | ------ | ------ |
| gen.-giu. 2008     | Giulianova         | C2                 | 13         | 5          | CI-C            | -               | -               | -                  | -                  | -                  | -           | -           | -           | 13     | 5      |
| 2008-gen. 2009     | Perugia            | 1D                 | 9          | 1          | CI+CI-LP        | 2+4             | 0+1             | -                  | -                  | -                  | -           | -           | -           | 15     | 2      |
| gen.-giu. 2009     | Sangiovannese      | 2D                 | 13         | 3          | CI-LP           | -               | -               | -                  | -                  | -                  | -           | -           | -           | 13     | 3      |
| 2009-2010          | Giulianova         | 1D                 | 24+2       | 8+1        | CI+CI-LP        | 1+0             | 1               | -                  | -                  | -                  | -           | -           | -           | 27     | 10     |
| Totale Giulianova  | Totale Giulianova  | Totale Giulianova  | 37+2       | 13+1       |                 | 1               | 1               |                    | -                  | -                  |             | -           | -           | 40     | 15     |
| 2010-2011          | Reggina            | B                  | 39+2       | 3          | CI              | 0               | 0               | -                  | -                  | -                  | -           | -           | -           | 41     | 3      |
| 2011-2012          | Reggina            | B                  | 26         | 7          | CI              | 2               | 0               | -                  | -                  | -                  | -           | -           | -           | 28     | 7      |
| 2012-2013          | Reggina            | B                  | 16         | 1          | CI              | 2               | 0               | -                  | -                  | -                  | -           | -           | -           | 18     | 1      |
| Totale Reggina     | Totale Reggina     | Totale Reggina     | 81+2       | 11         |                 | 4               | 0               |                    | -                  | -                  |             | -           | -           | 87     | 11     |
| 2013-2014          | Benevento          | 1D                 | 28+3       | 3          | CI+CI-LP        | 3+0             | 1               | -                  | -                  | -                  | -           | -           | -           | 34     | 4      |
| 2014-2015          | Benevento          | LP                 | 35+1       | 2          | CI+CI-LP        | 2+0             | 0               | -                  | -                  | -                  | -           | -           | -           | 38     | 2      |
| 2015-2016          | Benevento          | LP                 | 17         | 1          | CI+CI-LP        | 1+0             | 0               | -                  | -                  | -                  | SL-LP       | 0           | 0           | 18     | 1      |
| 2016-gen. 2017     | Benevento          | B                  | 1          | 0          | CI              | 0               | 0               | -                  | -                  | -                  | -           | -           | -           | 1      | 0      |
| Totale Benevento   | Totale Benevento   | Totale Benevento   | 81+4       | 6          |                 | 6               | 1               |                    | -                  | -                  |             | 0           | 0           | 91     | 7      |
| gen.-giu. 2017     | Siena              | LP                 | 4          | 0          | CI+CI-LP        | -               | -               | -                  | -                  | -                  | -           | -           | -           | 4      | 0      |
| 2017-gen. 2018     | Siena              | C                  | 13         | 2          | CI-C            | 2               | 0               | -                  | -                  | -                  | -           | -           | -           | 15     | 2      |
| Totale Robur Siena | Totale Robur Siena | Totale Robur Siena | 17         | 2          |                 | 2               | 0               |                    | -                  | -                  |             | -           | -           | 19     | 2      |
| gen.-giu. 2018     | Trapani            | C                  | 8+2        | 1          | CI+CI-C         | -               | -               | -                  | -                  | -                  | -           | -           | -           | 10     | 1      |
| Totale carriera    | Totale carriera    | Totale carriera    | 246+10     | 37+1       |                 | 19              | 3               |                    | -                  | -                  |             | 0           | 0           | 275    | 41     |

## Palmarès

### Club

#### Competizioni nazionali
- Lega Pro: 1

Benevento: 2015-2016 (girone C)